# Jean Debuf
Jean Léon Debuf (ur. 31 maja 1924 w Bousbecque, zm. 6 października 2010 w Marcq-en-Barœul) – francuski sztangista, brązowy medalista olimpijski, wielokrotny medalista mistrzostw świata i Europy.

## Lata młodości
Urodził się w robotniczej rodzinie jako najstarszy z siedmiorga dzieci. W 1936 roku zmarł jego ojciec. W wieku 14 lat pracował w przędzalni w Tourcoing. W młodości trenował również lekkoatletykę, ale w 1944 roku porzucił tę dyscyplinę na rzecz podnoszenia ciężarów.

## Kariera
W 1948 roku wystartował na igrzyskach olimpijskich w Londynie. Zajął wówczas czwarte miejsce w wadze lekkociężkiej z wynikiem 370 kilogramów. W tym samym roku został również srebrnym medalistą mistrzostw Europy w Londynie w tej samej wadze. Rok później zwyciężył na mistrzostwach Europy w Hadze i zajął drugie miejsce podczas mistrzostw świata w Scheveningen, gdzie wyprzedził go tylko Stanley Stanczyk z USA. W 1950 roku został uznany za najlepszego sportowca Francji. W 1951 roku wywalczył złoto igrzysk śródziemnomorskich w Aleksandrii i mistrzostw Europy w Mediolanie oraz srebro mistrzostw świata w Mediolanie w tej samej wadze. Na igrzyskach olimpijskich w Helsinkach rywalizację w wadze lekkociężkiej ukończył na 5. pozycji z wynikiem 400 kg. W tym samym roku został również brązowym medalistą mistrzostw Europy w Helsinkach. Dwa lata później zdobył srebro na mistrzostwach Europy w Wiedniu oraz brązowy medal podczas mistrzostw świata w Wiedniu, plasując się za Amerykaninem Tommym Kono i Trofimem Łomakinem z ZSRR.
Od 1955 roku startował w wadze półciężkiej, zdobywając złoto igrzysk śródziemnomorskich w Barcelonie i srebro mistrzostw Europy w Monachium. W 1956 roku wystartował na igrzyskach olimpijskich w Melbourne, zdobywając brązowy medal z wynikiem 425 kg. W zawodach tych wyprzedzili go jedynie Arkadij Worobjow z ZSRR i Amerykanin Dave Sheppard. Był też chorążym francuskiej kadry na tych igrzyskach. W tym samym roku zwyciężył ponadto na mistrzostwach Europy w Helsinkach. Ostatni występ olimpijski zanotował w 1960 roku, na igrzyskach olimpijskich w Rzymie, plasując się na 11. pozycji w wadze lekkociężkiej z wynikiem 390 kg. W czasie kariery trzynastokrotnie zostawał mistrzem Francji.

## Losy po zakończeniu kariery
Po zakończeniu kariery pracował jako nauczyciel wychowania fizycznego oraz sprzedawca drobiu. Uprawiał także zapasy. 29 listopada 2008 w Comines otwarto halę sportową jego imienia. Zmarł 6 października 2010 po długiej chorobie. Jego pogrzeb odbył się pięć dni później w Marcq-en-Barœul.